# 段譽 (天順進士)
段譽（1429年—？），字德實，直隸河間府肅寧縣人，明朝政治人物。進士出身。順天府鄉試第4名。天順八年（1464年）甲申科會試第178名，殿試登進士第3甲第19名。

## 家族
曾祖父段福原。祖父段文秀。父亲段整，曾任典史。